# Denis Halilović
Denis Halilovič, slovenski nogometaš, * 2. marec 1986, Slovenj Gradec.
Halilovič je nekdanji nogometaš, ki odigral eno tekmo za slovensko reprezentanco do 21 let.